# Notacanthus bonaparte
Notacanthus bonaparte är en fiskart som beskrevs av Antoine Risso 1840.
Notacanthus bonaparte ingår i släktet Notacanthus och familjen Notacanthidae. Inga underarter finns listade i Catalogue of Life.